# Spathipora comma
Spathipora comma is een mosdiertjessoort uit de familie van de Spathiporidae. De wetenschappelijke naam van de soort is, als Terebripora comma, voor het eerst geldig gepubliceerd in 1950 door Soule.